# Služebný rybník
Služebný rybník leží u jihovýchodního kraje města Lomnice nad Lužnicí.

## Vodní režim
Je napájen jednou z větví Miletínského potoka, který přitéká ze severní výpusti rybníka Koclířov. Výpust leží uprostřed hráze.

## Historie
Rybník zde již existoval roku 1557, kdy se hovoří o počtu nasazených ryb. Nemáme o něm mnoho dalších zpráv, ale je pravděpodobné, že ho založil Štěpánek Netolický. Tehdy se ale jmenoval Služebník. Zřejmě se dochoval v původní podobě.

## Využití
Kromě chovu ryb slouží ke koupání. Kromě jiných míst byl i na něm natáčen dokumentární pořad televize Viasat Nature o Třeboňsku.